# Легіня
Легіня (Логіне) — річка в Україні, в Перемишлянському районі Львівської області, права притока Гнилої Липи (басейн Дністра).

## Опис
Довжина річки становить 6 км. Висота витоку над рівнем моря — 299 м, висота гирла — 268 м.

## Розташування
Тече з заходу на схід по Подольській височині, витік розташовано на східному пагорбі вододілу приток Дністра Свірж та Гнилої Липи .  Тече через північну частину села Утіховичі та південну околицю села Брюховичі, де впадає у річку Гнилу Липу. 